# 宇都宮市の道路愛称事業

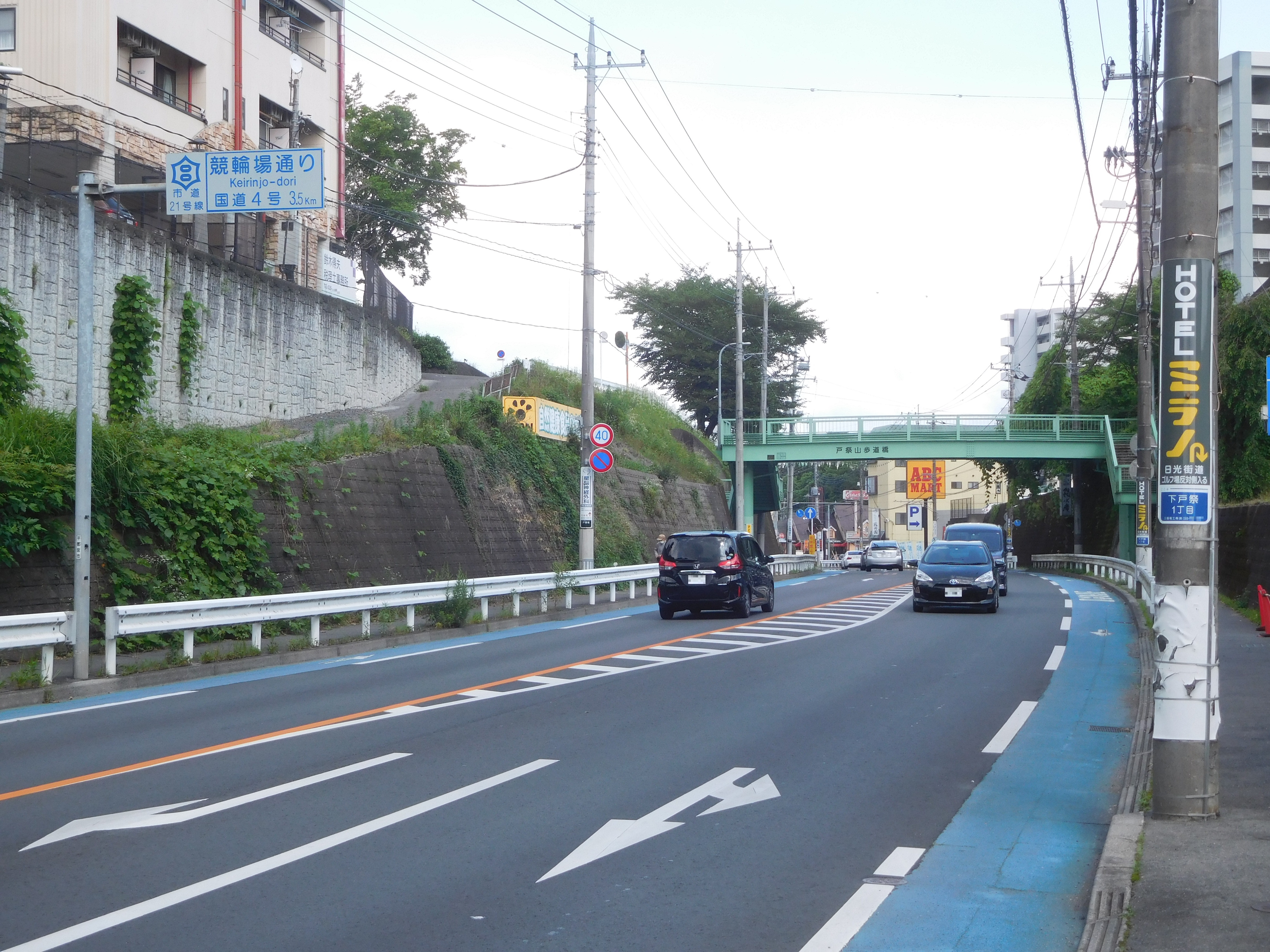
道路愛称を示した標識
（競輪場通り）

宇都宮市の道路愛称事業（うつのみやしのどうろあいしょうじぎょう）は、栃木県宇都宮市が進めている、市内の道路に愛称をつける事業。

## 概要・経緯
これらは、1980年（昭和55年）3月「道路に愛称を」との議員提案をもとに、1986年（昭和61年）の宇都宮市市制90周年記念事業の一環として実施が決まり、1989年（平成元年）3月までに宇都宮市内125の道路と6つの坂に愛称名がつけられた。道路愛称事業の目的として、郷土愛と地域の連帯感を育てると共に道路表示を明確にすることで利便性の向上を計る側面もある。
2018年（平成30年）8月現在、宇都宮市内の173の道路と6つの坂に愛称がある。
愛称は、道路の路線区間とは一致していない場合もあり、栃木県道63号藤原宇都宮線を例にすると、県道指定は宇都宮市大通り1丁目交差点から塩谷町を経て日光市に至る路線であるが、道路愛称では、大通り1丁目交差点から塙田4丁目交差点までを「東（あずま）通り」、塙田4丁目交差点から大曽2丁目交差点までを「宇商通り」、大曽2丁目交差点から金田町交差点までを「田原街道」、金田町交差点から塩谷町境までが「梵天ゆず街道」とそれぞれ区分されている。

## 愛称名選考基準
1. 古く失われた由緒ある地名の復活および言い継がれた名称[3]。
2. 時代と人の生活活動にマッチする名称[3]。

## 道路・坂の一覧
道路の1～の番号は、出典にも記載されているものである。
愛称の基となる学校名変更により改称や、地域の要望によって改称されることもある。
河内町および上河内町との合併による区間の延伸や道路整備工事により区間の延伸、新たな愛称設定で区間短縮もある。

### 愛称道路

#### 道路番号の決定
- 1 - 125は、市制90周年の愛称事業により決定[3]
- 126 - 151は、2000年のマップ作製までに追加[4]
- 151 - 171は、2016年のマップ作製までに追加[2]
- 172以降は、その後に追加[1]

#### 通り名一覧
- 1.オリオン通り
- 2.日光街道
- 3.ユニオン通り
- 4.大谷街道
- 5.鹿沼街道
- 6.赤門通り
- 7.もみじ通り
- 8.栃木街道
- 9.桜通り
- 10.白沢街道
- 11.柳田街道
- 12.多気山参道
- 13.新里街道
- 14.田原街道
- 15.泉町通り
- 16上三川街道
- 17.日野町通り
- 18.東武一番通り[注釈 4][注釈 5]
- 19.百目鬼通り
- 20.長岡街道
- 21.陽西通り
- 22.県庁前通り
- 23.清住町通り
- 24.東京街道
- 25.水戸街道
- 26.今小路通り
- 27.鉄砲町通り
- 28.鬼怒川サイクリングロード
- 29.船生街道
- 30.和尚塚通り
- 31.奥州街道
- 32.御橋（みはし）通り[注釈 6]
- 33.陽南通り
- 34.田川サイクリングロード
- 35.砂田（すなった）街道
- 36.石町（こくちょう）通り
- 37.元石町（もとこくちょう通り
- 38.大町通り
- 39.下野萩の道[注釈 7]
- 40.なかよし通り[注釈 8]
- 41.昭和通り
- 42.辰街道
- 43.大網道
- 44.羽生田街道
- 45.楡木街道
- 46.産業通り
- 47.成願寺（じょうがんじ）街道
- 48.兵庫塚街道
- 49.安塚街道
- 50.ねずみ穴通り
- 51.二条町通り
- 52.三条町通り
- 53.四条町通り
- 54.材木町通り
- 55.蓬来大黒通り
- 56.富士見通り
- 57.新川桜並木通り
- 58.清巌寺通り
- 59.上河原通り
- 60.宮島町通り[注釈 9]
- 61.宇商通り
- 62.東（あずま）通り
- 63.八日市場通り
- 64.川向銀座通り
- 65.久部街道
- 66.茜道
- 67.大通り
- 68.いちょう通り[注釈 10]
- 69.中央通り（別称・シンボルロード[注釈 11]）
- 70.宇農前通り[注釈 12]
- 71.競輪場通り
- 72.鬼怒通り
- 73.バンバ[注釈 13]
- 74.本丸通り
- 75.晃宝通り
- 76.作新前通り
- 77.東雲通り
- 78.清原中央通り
- 79.城南通り
- 80.八方（はっぽう）通り
- 81.さつき通り
- 82.森林公園通り
- 83.鹿沼インター通り
- 84.県庁西通り
- 85.八幡山公園通り
- 86.4号バイパス[注釈 14]
- 87.国体通り[注釈 15]
- 88.宇都宮環状線
- 89.星が丘通り
- 90.護国通り
- 91.宇女商通り[注釈 16]
- 92.宇女高前通り
- 93.六道通り
- 94.旭稜（きょくりょう）通り
- 95.砥上通り
- 96.平出街道
- 97.不動前通り
- 98.みどり野通り
- 99.明保通り
- 100.西の宮通り
- 101.細谷新道
- 102.若戸通り[注釈 17]
- 103.戸祭台通り
- 104.松原通り
- 105.大曽通り
- 106.大錦（たいきん）橋通り[注釈 18]
- 107.大泉（たいせん）橋通り[注釈 18]
- 108.豊郷田園通り
- 109.御幸ヶ原通り
- 110.岩曽通り
- 111.市役所前通り
- 112.本丸西通り
- 113.平成通り
- 114.南宇都宮駅前通り
- 115.宮原球場通り
- 116.緑が丘通り
- 117.陽南みなみ通り
- 118.江曽島本通り
- 120.江野町広小路
- 121.かまがわプロムナード
- 122.越戸通り
- 123.泉が丘通り
- 124.西原通り
- 125.宮の原通り
- 126.松が峰教会通り
- 127.スカイブリッジ遊歩道
- 128.清原学園通り
- 129.飛山城通り
- 130.東の杜公園通り
- 131.清原台通り
- 132.中の島通り
- 133.下栗大塚通り
- 134.平元通り
- 135.横川むつみ通り
- 136.ことぶき通り
- 137.屋板本町通り
- 138.横山街道
- 139.山本通り
- 140.川俣街道
- 141.北高校通り
- 142.岩曽中通り[1]
- 143.岩原通り
- 144.立岩街道
- 145.瓦作（かわらざく）街道
- 146.細野街道
- 147.しろやま中通り
- 148.幕田街道
- 149.下砥上中通り
- 150.根古屋通り
- 151.若松原通り
- 152.羽黒北街道
- 153.絹島田園通り
- 154.東芦沼通り
- 155.上河内南部通り
- 156.上河内自治センター前通り
- 157.上河内スマートインター通り
- 158.ふるさと田園通り
- 159.河内北田園通り
- 160.芝原通り
- 161.河内図書館通り
- 162.岡本街道
- 163.岡本駅前通り
- 164.河内中央通り
- 165.奈坪通り
- 166.釜井台中央通り
- 167.宝井田園通り
- 168.梵天ゆず街道
- 169.陽南中北通り
- 170.本郷町通り
- 171.姿川田園通り
- 172.陽東さくら通り
- 173.城東通り

### 愛称道路対象外
宇都宮市の道路愛称事業外だが、名称がついているものもある。
- 山崎街道[注釈 19]
- 宇都宮テクノ街道[7]
- いづも通り[8]
- 美術館通り[9]
- けやき通り[9]
- 中城街道[注釈 20]
- 花水木通り[9]
- 公園さくら通り[9]
- 師範通り[注釈 21]
- 山法師通り[10]
- ゆりの木通り[11]
- もちの木通り[9]

### 坂の愛称
A～Fとも、市制90周年の愛称事業により決定
- A.亀の甲坂
- B.小豆坂
- C.狸坂
- D.千歳坂
- E.長坂
- F.柿の木坂